# Gazeta poza wszelką cenzurą
Gazeta poza wszelką cenzurą – miesięcznik opozycji w czasach PRL, związany ze środowiskiem Katolickiego Uniwersytetu Lubelskiego oraz NSZZ „Solidarność” Region Środkowo-Wschodni. Pierwszy numer ukazał się 31 marca 1986, a ostatni 7 maja 1990. Łącznie wydano 43 numery z kilkoma różnymi tytułami i podtytułami, w łącznym nakładzie kilkuset tysięcy egzemplarzy.

## Tytuły
- "Gazeta" z podtytułem "Pismo «Solidarności». Świdnik–Chełm–Tomaszów–Zamość". Numery 2–6.
- "Gazeta" z podtytułem "Pismo «Solidarności». Puławy–Świdnik–Tomaszów–Zamość". Numery 7–18.
- "Gazeta" z podtytułem "Pismo członków «Solidarności»". Numery 19-32.
- "Gazeta Poza Cenzurą" z podtytułem "Pismo członków «Solidarności»”. Numery 33-35.
- "Gazeta Poza Wszelką Cenzurą" z podtytułem "Pismo członków «Solidarności»". Numery 37-42
- "Gazeta Samorządna z podtytułem "Pismo nie tylko członków «Solidarności»". Numer 43

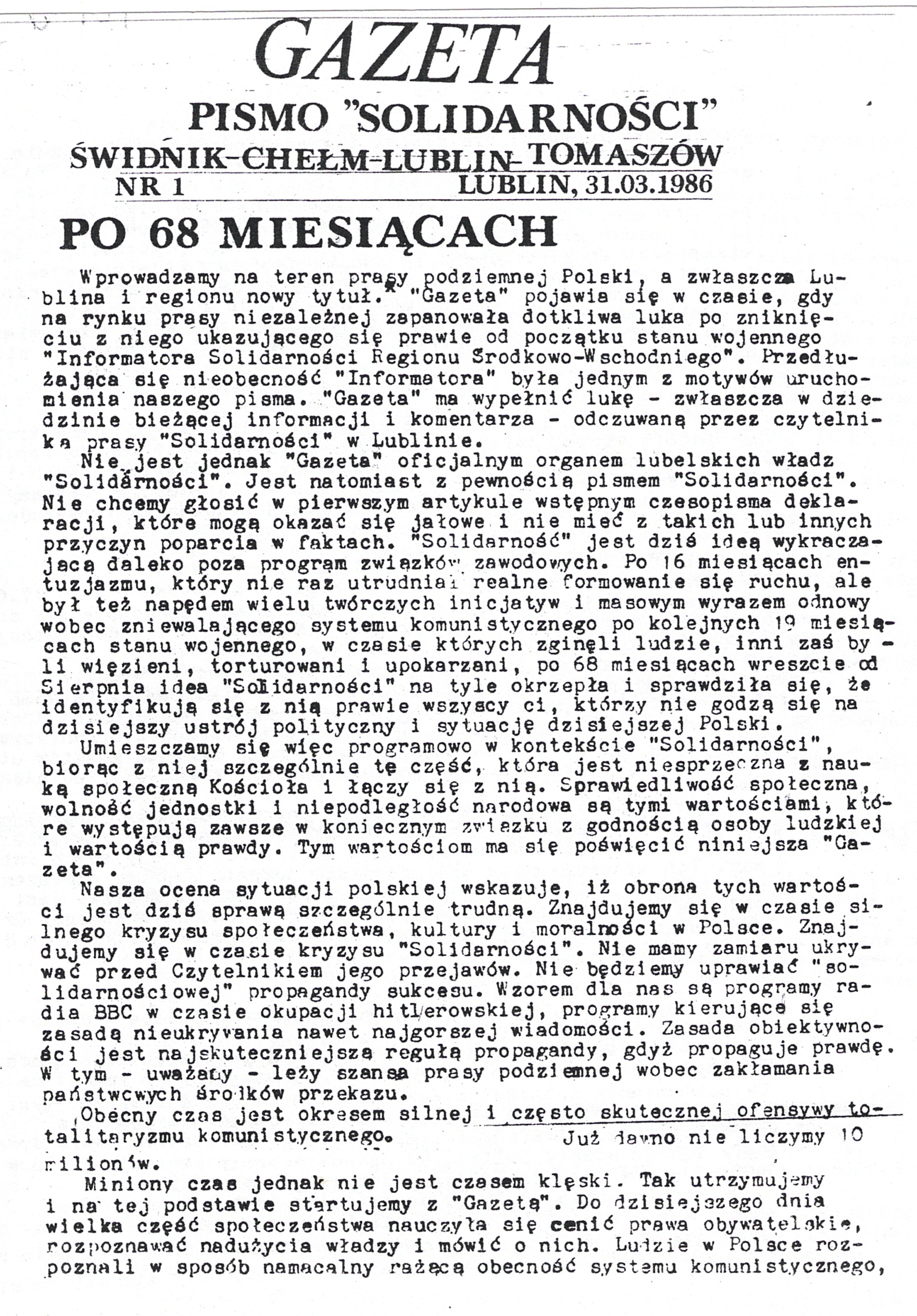
Pierwsza strona pierwszego numeru Gazety

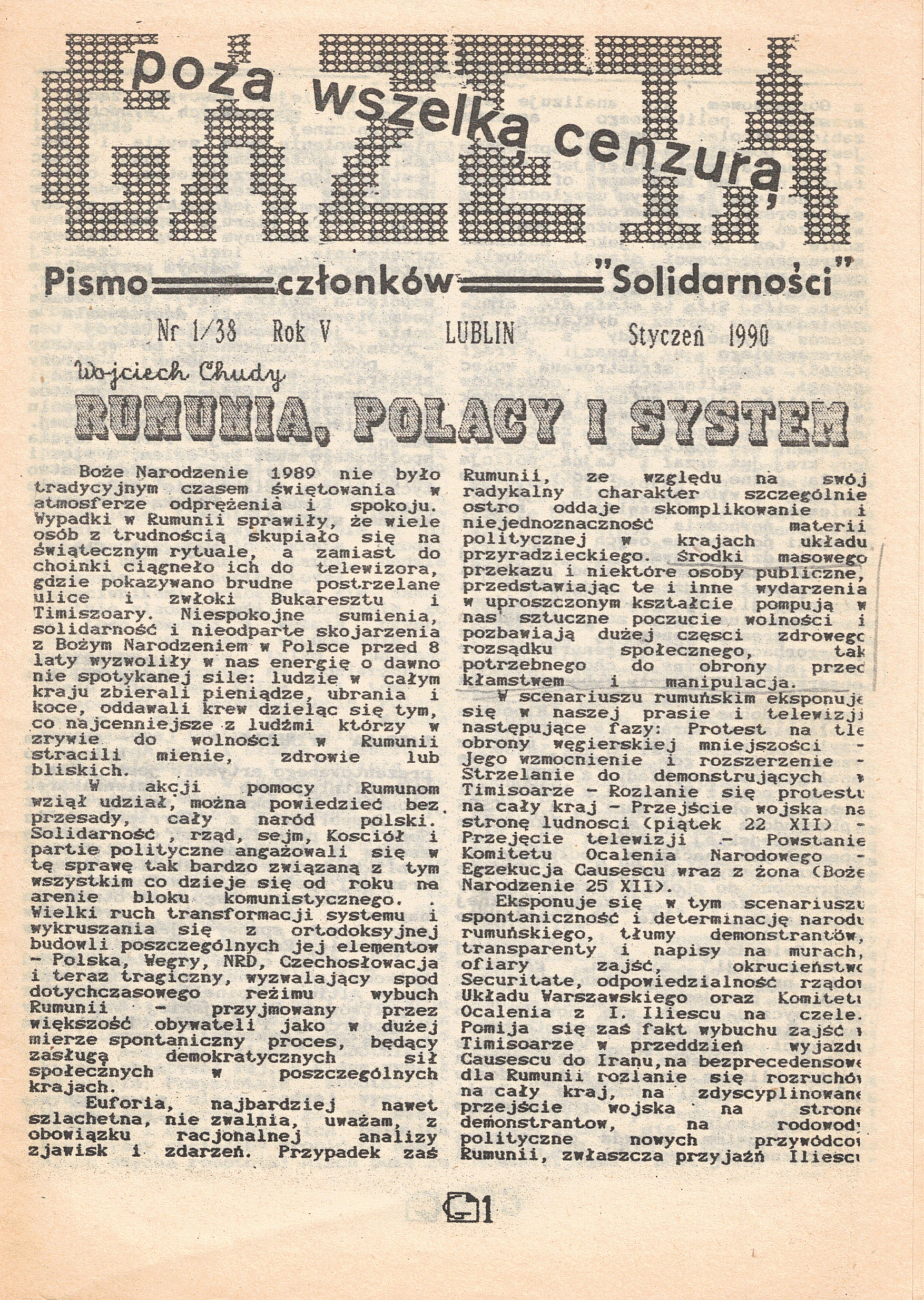
Pierwsza strona numeru 38 Gazety poza wszelką cenzurą

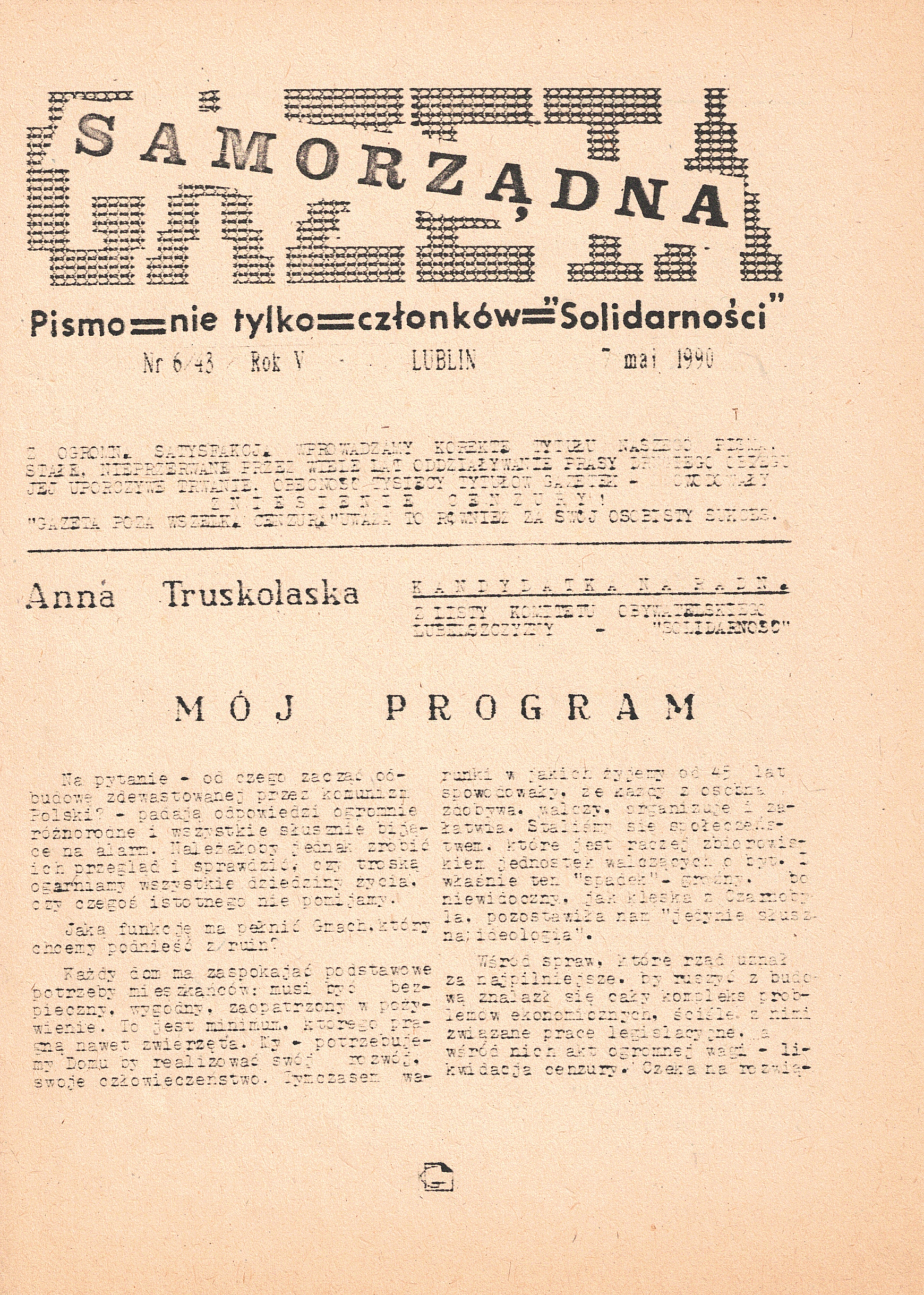
Pierwsza strona ostatniego numeru Gazety poza wszelką cenzurą

## Druk i kolportaż
Redakcja miała miejsce w Lublinie. Druk odbywał się w Warszawie, dzięki Edwardowi Mizikowskiemu i Lublinie z pomocą struktur Konfederacji Polski Niepodległej. Od numeru 26 drukiem zajmuje się Wydawnictwo Prasowe MYŚL. Matryca przygotowywana była z reguły na maszynie do pisania w rozmiarze A4, ostatnie numery (od 38 do 42) składane były z wykorzystaniem technik składu komputerowego (Robert Toruj). Drukowano na powielaczu białkowym i metodą sitodruku. Zasięg czasopisma obejmował obszar Lubelszczyzny. Większość numerów wydawana była w ostatnim tygodniu miesiąca.

## Charakterystyka czasopisma
W artykule wstępnym w numerze 1 napisano:

Przedłużająca się nieobecność "Informatora" [chodzi o "Informator Solidarności Regionu Środkowo-Wschodniego"] była jednym z motywów uruchomienia naszego pisma. "Gazeta" ma wypełnić lukę - zwłaszcza w dziedzinie bieżacej informacji i komentarza - odczuwalna przez czytelnika prasy "Solidarności" w Lublinie. Nie jest jednak "Gazeta" oficjalnym organem lubelskich władz "Solidarności". Jest natomiast z pewnością pismem "Solidarności".

Kontakt ze środowiskiem uniwersyteckim owocował szerokim spektrum publikowanych artykułów. Poza bieżącymi wiadomościami i komentarzami z regionu i kraju, w czasopiśmie publikowano treści dotyczące spraw społecznych, religii, historii, przedruki z prasy emigracyjnej i podziemnej. Sporadycznie pojawiają się życzenia kierowane do współpracowników oraz humor - z reguły polityczny.  
Autorzy tekstów to m.in.: 
- Adam Bobryk
- Witold Bobryk
- Wojciech Chudy jako Adalbert Resz do numeru 34
- Juliusz Kędziora
- Adam Konderak jako Adam Sado do numeru 34
- Andrzej Szlęzak
- Adam Strzębosz
- Jacek Szymanderski
- Robert Toruj
- Anna Truskolaska - redaktor naczelny
- Dariusz Wójcik